# Schlacht von Liscarroll
Die Schlacht von Liscarroll fand während der Irischen Konföderationskriege im Juli 1642 nahe der Stadt Liscarroll (Grafschaft Cork) statt. Eine konföderierte Armee (Milizen der ansässigen Lords) unter Garret Barry traf auf eine englische Armee (Soldaten und protestantische Siedler) unter Murrough O’Brien (1618–1674). Barry belagerte Liscarroll Castle am Munster Blackwater, um die englische Belagerung von Cork zu isolieren. Doch O’Brien kam mit seinen nahen Truppen zu Hilfe, so dass es schließlich zur Schlacht kam.
Die konföderierte Kavallerie wurde von Oliver Stephenson angeführt, einem Nachkommen protestantischer Siedler, der sich aufgrund seines katholischen Glaubens den irischen Truppen angeschlossen hatte. Die ca. 500 Reiter schafften es O’Briens Truppen zu zerstreuen und konnten O’Brien selbst gefangen nehmen. Doch in diesem Gefecht wurde Stephenson von O’Briens Bruder durch den Augenschlitz seines Helmes erschossen, was dazu führte, dass die irische Truppe führerlos in Panik geriet und sich zurückzog. Dem Gegenangriff der englischen Kavallerie konnten die irischen Fußsoldaten nicht standhalten und flüchteten ebenfalls. Mehr als 700 irische Soldaten starben bei der Schlacht und der darauffolgenden Flucht. Auch der ansässige Adel wurde durch diese Schlacht dezimiert – beispielsweise verlor die Familie der Fitzgeralds 18 Familienmitglieder. Neben diesen Verlusten ließ O’Brien auch 50 gefangen genommene Soldaten hängen. Durch den Gewinn dieser Schlacht blieb die Stadt Cork für den Rest des Krieges eine protestantische Hochburg im Süden Irlands.